# لنز ماکرو سیگما ۱۸–۵۰میلی‌متر اف/۲٫۸ ئی‌ایکس دی‌سی
لنز ماکرو سیگما ۱۸–۵۰میلی‌متر اف/۲٫۸ ئی‌ایکس دی‌سی (به انگلیسی: Sigma 18–50mm f/2.8 EX DC Macro lens) نام لنز دوربین عکاسی از نوع زوم است که توسط شرکت سیگما تولید می‌شود. فاصلهٔ کانونی این لنز ۱۸ تا ۵۰ میلی‌متر، دیافراگم آن دارای ۷ تیغه و ضریب اف آن اف ۲٫۸ تا اف ۲۲ است. این لنز در 2009 میلادی تولید و عرضه شده‌است.